# Rondibilis grisescens
Rondibilis grisescens är en skalbaggsart som först beskrevs av Maurice Pic 1936.  Rondibilis grisescens ingår i släktet Rondibilis och familjen långhorningar. Inga underarter finns listade i Catalogue of Life.